# Elezioni comunali in Piemonte del 1997
Il 27 aprile 1997 (con ballottaggio l'11 maggio) e il 16 novembre (con ballottaggio il 30 novembre) in Piemonte si tennero le elezioni per il rinnovo di  
numerosi consigli comunali.

## Riepilogo Sindaci Eletti
| Provincia            | Comune      | Sindaco uscente | Sindaco uscente           | Sindaco eletto | Sindaco eletto              | Primo turno | Primo turno                 | Secondo turno | Secondo turno | Seggi   |         |       |         |
| -------------------- | ----------- | --------------- | ------------------------- | -------------- | --------------------------- | ----------- | --------------------------- | ------------- | ------------- | ------- | ------- | ----- | ------- |
| Provincia            | Comune      | Torino          | Torino                    |                | Valentino Castellani (Ind.) |             | Valentino Castellani (Ind.) | 196.361       | 35,40         | Seggi   | 272.506 | 50,40 | 22 / 50 |
| Chivasso             |             | Torino          | Francesco Lacelli (PDS)   |                | Andrea Fluttero (AN)        | 4.899       | 31,75                       | 7.029         | 54,59         | 12 / 20 |         |       |         |
| Cirié                |             | Torino          | Ezio Genisio (LN)         |                | Luigi Chiappero (PPI)       | 5.650       | 47,78                       | 6.597         | 62,54         | 12 / 20 |         |       |         |
| Grugliasco           |             | Torino          | Mariano Turigliatto (FdV) |                | Mariano Turigliatto (FdV)   | 13.447      | 51,86                       | _             | _             | 15 / 30 |         |       |         |
| Moncalieri           |             | Torino          | Carlo Novarino (PDS)      |                | Carlo Novarino (PDS)        | 17.247      | 48,01                       | 16.644        | 58,09         | 18 / 30 |         |       |         |
| Rivalta di Torino    |             | Torino          | Nicola De Ruggiero (PDS)  |                | Nicola De Ruggiero (PDS)    | 6.133       | 56,05                       | _             | _             | 12 / 20 |         |       |         |
| Alessandria          | Alessandria |                 | Francesca Calvo (LN)      |                | Francesca Calvo (LN)        | 22.131      | 37,51                       | 31.050        | 58,12         | 24 / 40 |         |       |         |
| Alessandria          | Acqui Terme |                 | Bernardino Bosio (LN)     |                | Bernardino Bosio (LN)       | 7.814       | 56,15                       | _             | _             | 12 / 20 |         |       |         |
| Novara               | Novara      |                 | Sergio Merusi (LN)        |                | Giovanni Correnti (PDS)     | 22.093      | 33,88                       | 30.926        | 53,14         | 24 / 40 |         |       |         |
| Verbano-Cusio-Ossola | Domodossola |                 | Ettore Angius (LN)        |                | Mariano Cattrini (PDS)      | 4.531       | 36,36                       | 5.315         | 50,13         | 12 / 20 |         |       |         |

## Elezioni dell'aprile 1997

### Torino

#### Torino
| Candidati                     | Candidati                       | II turno             | II turno          | I turno | I turno | Liste                                    | Voti    | %     | Seggi |
| Candidati                     | Candidati                       | Voti                 | %                 | Voti    | %       | Liste                                    | Voti    | %     | Seggi |
| ----------------------------- | ------------------------------- | -------------------- | ----------------- | ------- | ------- | ---------------------------------------- | ------- | ----- | ----- |
|                               | Valentino Castellani ✔️ Sindaco | 272 506              | 50,40             | 196 361 | 35,40   | Partito Democratico della Sinistra       | 85 857  | 18,97 | 14    |
| Alleanza per Torino           | Valentino Castellani ✔️ Sindaco | 272 506              | 50,40             | 196 361 | 35,40   | 30 580                                   | 6,76    | 5     |       |
| Partito Popolare Italiano     | Valentino Castellani ✔️ Sindaco | 272 506              | 50,40             | 196 361 | 35,40   | 17 470                                   | 3,86    | 2     |       |
| Federazione dei Verdi         | Valentino Castellani ✔️ Sindaco | 272 506              | 50,40             | 196 361 | 35,40   | 12 101                                   | 2,67    | 1     |       |
| Partito Pensionati            | Valentino Castellani ✔️ Sindaco | 272 506              | 50,40             | 196 361 | 35,40   | 4 514                                    | 1,00    | –     |       |
|                               | Raffaele Costa                  | 268 213              | 49,60             | 240 259 | 43,32   | Forza Italia                             | 123 622 | 27,32 | 11    |
| Alleanza Nazionale            | Raffaele Costa                  | 268 213              | 49,60             | 240 259 | 43,32   | 42 874                                   | 9,47    | 4     |       |
| Centro per Costa              | Raffaele Costa                  | 268 213              | 49,60             | 240 259 | 43,32   | 21 291                                   | 4,70    | 2     |       |
| Pensionati per l'Europa       | Raffaele Costa                  | 268 213              | 49,60             | 240 259 | 43,32   | 3 227                                    | 0,71    | –     |       |
| Seggio di coalizione          | Seggio di coalizione            | Seggio di coalizione | 49,60             | 240 259 | 43,32   | 1                                        |         |       |       |
|                               | Artesio Eleonora                | Artesio Eleonora     | Artesio Eleonora  | 54 070  | 9,75    | Partito della Rifondazione Comunista (A) | 53 536  | 11,83 | 7     |
| Seggio di coalizione          | Seggio di coalizione            | Seggio di coalizione | Artesio Eleonora  | 54 070  | 9,75    | 1                                        |         |       |       |
|                               | Domenico Comino                 | Domenico Comino      | Domenico Comino   | 35 928  | 6,48    | Lega Nord                                | 26 934  | 5,95  | 1     |
| Lavoratori Padani             | Domenico Comino                 | Domenico Comino      | Domenico Comino   | 35 928  | 6,48    | 2 196                                    | 0,49    | –     |       |
| Padania Pensione Sicura       | Domenico Comino                 | Domenico Comino      | Domenico Comino   | 35 928  | 6,48    | 1 386                                    | 0,31    | –     |       |
| Seggio di coalizione          | Seggio di coalizione            | Seggio di coalizione | Domenico Comino   | 35 928  | 6,48    | 1                                        |         |       |       |
|                               | Carla Spagnuolo                 | Carla Spagnuolo      | Carla Spagnuolo   | 6 221   | 1,12    | Socialisti Italiani Uniti (SI - PS)      | 6 286   | 1,39  | –     |
|                               | Maurizio Lupi                   | Maurizio Lupi        | Maurizio Lupi     | 4 093   | 0,74    | Verdi Verdi (B)                          | 3 663   | 0,81  | –     |
|                               | Renzo Rabellino                 | Renzo Rabellino      | Renzo Rabellino   | 4 092   | 0,74    | Immigrati Clandestini Basta              | 1 957   | 0,43  | –     |
| Commercianti Astigiani Uniti  | Renzo Rabellino                 | Renzo Rabellino      | Renzo Rabellino   | 4 092   | 0,74    | 1 702                                    | 0,38    | –     |       |
|                               | Bianca Vetrino                  | Bianca Vetrino       | Bianca Vetrino    | 3 459   | 0,62    | Rinnovamento Italiano                    | 3 759   | 0,83  | –     |
|                               | Antonio Zippo                   | Antonio Zippo        | Antonio Zippo     | 3 228   | 0,58    | Movimento Sociale Fiamma Tricolore       | 3 000   | 0,66  | –     |
|                               | Francesca Casella               | Francesca Casella    | Francesca Casella | 2 725   | 0,49    | Italia Federale                          | 2 622   | 0,58  | –     |
|                               | Gianni Pintus                   | Gianni Pintus        | Gianni Pintus     | 1 864   | 0,34    | Noi per Torino                           | 1 782   | 0,39  | –     |
|                               | Lucia Sechi                     | Lucia Sechi          | Lucia Sechi       | 1 455   | 0,26    | Partito Umanista                         | 1 306   | 0,29  | –     |
|                               | Luciano Garatti                 | Luciano Garatti      | Luciano Garatti   | 899     | 0,16    | Italia Unita                             | 859     | 0,19  | –     |
| Totale                        | Totale                          | 540 719              | 100               | 554 654 | 100     |                                          | 452 524 | 100   | 50    |
|                               |                                 |                      |                   |         |         |                                          |         |       |       |
| Fonte: Ministero dell'interno |                                 |                      |                   |         |         |                                          |         |       |       |

#### Cirié
| Candidati                                                      | Candidati                  | II turno             | II turno          | I turno | I turno | Liste                                | Voti   | %     | Seggi |
| Candidati                                                      | Candidati                  | Voti                 | %                 | Voti    | %       | Liste                                | Voti   | %     | Seggi |
| -------------------------------------------------------------- | -------------------------- | -------------------- | ----------------- | ------- | ------- | ------------------------------------ | ------ | ----- | ----- |
|                                                                | Luigi Chiappero ✔️ Sindaco | 6 597                | 62,54             | 5 650   | 47,78   | Partito Democratico della Sinistra   | 2 427  | 22,50 | 6     |
| Ciriè Viva (Partito Popolare Italiano - Rinnovamento Italiano) | Luigi Chiappero ✔️ Sindaco | 6 597                | 62,54             | 5 650   | 47,78   | 1 617                                | 14,99  | 4     |       |
| Federazione dei Verdi - Indipendenti                           | Luigi Chiappero ✔️ Sindaco | 6 597                | 62,54             | 5 650   | 47,78   | 947                                  | 8,78   | 2     |       |
|                                                                | Gianfranco Novero          | 3 952                | 37,46             | 2 942   | 24,88   | Lega Nord                            | 2 667  | 24,73 | 3     |
| Seggio di coalizione                                           | Seggio di coalizione       | Seggio di coalizione | 37,46             | 2 942   | 24,88   | 1                                    |        |       |       |
|                                                                | Daria Giacomino            | Daria Giacomino      | Daria Giacomino   | 2 429   | 20,54   | Ciriè per le Libertà                 | 2 124  | 19,69 | 2     |
| Ciriè Domani Giovani Indipendenti                              | Daria Giacomino            | Daria Giacomino      | Daria Giacomino   | 2 429   | 20,54   | 193                                  | 1,79   | –     |       |
| Seggio di coalizione                                           | Seggio di coalizione       | Seggio di coalizione | Daria Giacomino   | 2 429   | 20,54   | 1                                    |        |       |       |
|                                                                | Pier Gianni Genta          | Pier Gianni Genta    | Pier Gianni Genta | 804     | 6,80    | Partito della Rifondazione Comunista | 810    | 7,51  | –     |
| Seggio di coalizione                                           | Seggio di coalizione       | Seggio di coalizione | Pier Gianni Genta | 804     | 6,80    | 1                                    |        |       |       |
| Totale                                                         | Totale                     | 10 549               | 100               | 11 825  | 100     |                                      | 10 785 | 100   | 20    |
|                                                                |                            |                      |                   |         |         |                                      |        |       |       |
| Fonte: Ministero dell'interno                                  |                            |                      |                   |         |         |                                      |        |       |       |

### Novara

#### Novara
| Candidati                     | Candidati                    | II turno             | II turno             | I turno | I turno | Liste                                | Voti   | %     | Seggi |
| Candidati                     | Candidati                    | Voti                 | %                    | Voti    | %       | Liste                                | Voti   | %     | Seggi |
| ----------------------------- | ---------------------------- | -------------------- | -------------------- | ------- | ------- | ------------------------------------ | ------ | ----- | ----- |
|                               | Giovanni Correnti ✔️ Sindaco | 30 926               | 53,14                | 22 093  | 33,88   | Partito Democratico della Sinistra   | 8 719  | 16,38 | 13    |
| Partito Popolare Italiano     | Giovanni Correnti ✔️ Sindaco | 30 926               | 53,14                | 22 093  | 33,88   | 4 447                                | 8,35   | 6     |       |
| Socialisti Laici              | Giovanni Correnti ✔️ Sindaco | 30 926               | 53,14                | 22 093  | 33,88   | 2 189                                | 4,11   | 3     |       |
| Verdi e Democratici           | Giovanni Correnti ✔️ Sindaco | 30 926               | 53,14                | 22 093  | 33,88   | 1 720                                | 3,23   | 2     |       |
|                               | Angelo Monteverde            | 27 271               | 46,86                | 23 417  | 35,91   | Forza Italia                         | 9 206  | 17,29 | 4     |
| Alleanza Nazionale            | Angelo Monteverde            | 27 271               | 46,86                | 23 417  | 35,91   | 7 894                                | 14,83  | 3     |       |
| CCD - CDU                     | Angelo Monteverde            | 27 271               | 46,86                | 23 417  | 35,91   | 2 813                                | 5,28   | 1     |       |
| Seggio di coalizione          | Seggio di coalizione         | Seggio di coalizione | 46,86                | 23 417  | 35,91   | 1                                    |        |       |       |
|                               | Roberto Cota                 | Roberto Cota         | Roberto Cota         | 8 524   | 13,07   | Lega Nord                            | 5 894  | 11,07 | 2     |
| Lavoratori Padani             | Roberto Cota                 | Roberto Cota         | Roberto Cota         | 8 524   | 13,07   | 368                                  | 0,69   | –     |       |
| Seggio di coalizione          | Seggio di coalizione         | Seggio di coalizione | Roberto Cota         | 8 524   | 13,07   | 1                                    |        |       |       |
|                               | Marco Bosio                  | Marco Bosio          | Marco Bosio          | 5 737   | 8,80    | Partito della Rifondazione Comunista | 5 368  | 10,08 | 1     |
| Seggio di coalizione          | Seggio di coalizione         | Seggio di coalizione | Marco Bosio          | 5 737   | 8,80    | 1                                    |        |       |       |
|                               | Sergio Merusi                | Sergio Merusi        | Sergio Merusi        | 2 993   | 4,59    | Per Novara                           | 2 372  | 4,46  | –     |
| Seggio di coalizione          | Seggio di coalizione         | Seggio di coalizione | Sergio Merusi        | 2 993   | 4,59    | 1                                    |        |       |       |
|                               | Luciano De Silvestri         | Luciano De Silvestri | Luciano De Silvestri | 2 443   | 3,75    | Rinnovamento Italiano                | 2 372  | 4,46  | –     |
| Seggio di coalizione          | Seggio di coalizione         | Seggio di coalizione | Luciano De Silvestri | 2 443   | 3,75    | 1                                    |        |       |       |
| Totale                        | Totale                       | 58 197               | 100                  | 65 207  | 100     |                                      | 53 243 | 100   | 40    |
|                               |                              |                      |                      |         |         |                                      |        |       |       |
| Fonte: Ministero dell'interno |                              |                      |                      |         |         |                                      |        |       |       |

## Piccoli comuni

### Arquata Scrivia
|                               | Maria Grazia Morando ✔️ Sindaco | 2 083 | 49,95 | Lista Civica di Centrosinistra (PDS-PRC-PPI) | 2 083 | 49,95 | 11 |  |  |
|                               | Renato Cavo                     | 1 679 | 40,26 | Lista Civica di Centrodestra (FI-AN)         | 1 679 | 40,26 | 4  |  |  |
|                               | Juan Castello                   | 408   | 9,78  | Lega Nord                                    | 408   | 9,78  | 1  |  |  |
| Totale                        | Totale                          | 4 170 | 100   |                                              | 4 170 | 100   | 16 |  |  |
|                               |                                 |       |       |                                              |       |       |    |  |  |
| Fonte: Ministero dell'interno |                                 |       |       |                                              |       |       |    |  |  |

## Elezioni del novembre 1997

### Torino

#### Chivasso
| Candidati                     | Candidati                  | II turno             | II turno           | I turno | I turno | Liste                                    | Voti   | %     | Seggi |
| Candidati                     | Candidati                  | Voti                 | %                  | Voti    | %       | Liste                                    | Voti   | %     | Seggi |
| ----------------------------- | -------------------------- | -------------------- | ------------------ | ------- | ------- | ---------------------------------------- | ------ | ----- | ----- |
|                               | Andrea Fluttero ✔️ Sindaco | 7 029                | 54,59              | 4 899   | 31,75   | Forza Italia                             | 2 683  | 19,56 | 7     |
| Alleanza Nazionale            | Andrea Fluttero ✔️ Sindaco | 7 029                | 54,59              | 4 899   | 31,75   | 1 724                                    | 12,57  | 5     |       |
|                               | Maria Paola Palumbo        | 5 847                | 45,41              | 3 992   | 25,87   | Partito Democratico della Sinistra       | 1 708  | 12,45 | 2     |
| Partito Popolare Italiano     | Maria Paola Palumbo        | 5 847                | 45,41              | 3 992   | 25,87   | 1 335                                    | 9,73   | 1     |       |
| Socialisti Italiani           | Maria Paola Palumbo        | 5 847                | 45,41              | 3 992   | 25,87   | 536                                      | 3,91   | –     |       |
| Seggio di coalizione          | Seggio di coalizione       | Seggio di coalizione | 45,41              | 3 992   | 25,87   | 1                                        |        |       |       |
|                               | Antonio Napoli             | Antonio Napoli       | Antonio Napoli     | 2 416   | 15,66   | Partito della Rifondazione Comunista (A) | 955    | 6,96  | 1     |
| Sinistra Democratica (B)      | Antonio Napoli             | Antonio Napoli       | Antonio Napoli     | 2 416   | 15,66   | 640                                      | 4,67   | –     |       |
| Federazione dei Verdi (C)     | Antonio Napoli             | Antonio Napoli       | Antonio Napoli     | 2 416   | 15,66   | 465                                      | 3,39   | –     |       |
| Seggio di coalizione          | Seggio di coalizione       | Seggio di coalizione | Antonio Napoli     | 2 416   | 15,66   | 1                                        |        |       |       |
|                               | Mario Bonardo              | Mario Bonardo        | Mario Bonardo      | 1 580   | 10,24   | Nuove Energie (CCD - CDU - Patto Segni)  | 1 245  | 9,08  | –     |
| Partito Socialista            | Mario Bonardo              | Mario Bonardo        | Mario Bonardo      | 1 580   | 10,24   | 236                                      | 1,72   | –     |       |
| Seggio di coalizione          | Seggio di coalizione       | Seggio di coalizione | Mario Bonardo      | 1 580   | 10,24   | 1                                        |        |       |       |
|                               | Antonino Sena              | Antonino Sena        | Antonino Sena      | 1 027   | 6,66    | Patto per Chivasso                       | 881    | 6,42  | –     |
| Seggio di coalizione          | Seggio di coalizione       | Seggio di coalizione | Antonino Sena      | 1 027   | 6,66    | 1                                        |        |       |       |
|                               | Roberto Sorrentino         | Roberto Sorrentino   | Roberto Sorrentino | 838     | 5,43    | Lega Nord                                | 789    | 5,75  | –     |
|                               | Giovanna Baraldo           | Giovanna Baraldo     | Giovanna Baraldo   | 543     | 3,52    | Risveglio Cittadino                      | 411    | 3,00  | –     |
|                               | Lorenzo Guida              | Lorenzo Guida        | Lorenzo Guida      | 136     | 0,88    | Movimento Sociale Fiamma Tricolore       | 110    | 0,80  | –     |
| Totale                        | Totale                     | 12 876               | 100                | 15 431  | 100     |                                          | 13 718 | 100   | 20    |
|                               |                            |                      |                    |         |         |                                          |        |       |       |
| Fonte: Ministero dell'interno |                            |                      |                    |         |         |                                          |        |       |       |

#### Grugliasco
|                                                                          | Mariano Turigliatto ✔️ Sindaco | 13 447               | 51,86 | Federazione dei Verdi              | 3 835  | 18,07 | 6  |  |  |
| Obiettivo Grugliasco                                                     | Mariano Turigliatto ✔️ Sindaco | 13 447               | 51,86 | 2 841                              | 13,39  | 5     |    |  |  |
| Sinistra Grugliaschese                                                   | Mariano Turigliatto ✔️ Sindaco | 13 447               | 51,86 | 2 170                              | 10,23  | 3     |    |  |  |
| Patto per Grugliasco                                                     | Mariano Turigliatto ✔️ Sindaco | 13 447               | 51,86 | 1 003                              | 4,73   | 1     |    |  |  |
| La Rete                                                                  | Mariano Turigliatto ✔️ Sindaco | 13 447               | 51,86 | 336                                | 1,58   | –     |    |  |  |
|                                                                          | Marco Lo Bue                   | 7 466                | 28,79 | Partito Democratico della Sinistra | 3 097  | 14,59 | 5  |  |  |
| Partito della Rifondazione Comunista                                     | Marco Lo Bue                   | 7 466                | 28,79 | 1 549                              | 7,30   | 2     |    |  |  |
| Movimento Socialista Grugliasco                                          | Marco Lo Bue                   | 7 466                | 28,79 | 1 012                              | 4,77   | 1     |    |  |  |
| Partito Popolare Italiano - Rinnovamento Italiano - Alleanza Democratica | Marco Lo Bue                   | 7 466                | 28,79 | 503                                | 2,37   | –     |    |  |  |
| Partito Pensionati                                                       | Marco Lo Bue                   | 7 466                | 28,79 | 485                                | 2,29   | –     |    |  |  |
| Seggio di coalizione                                                     | Seggio di coalizione           | Seggio di coalizione | 28,79 | 1                                  |        |       |    |  |  |
|                                                                          | Francesco Golini               | 3 864                | 14,90 | Forza Italia - CCD - CDU           | 2 033  | 9,58  | 3  |  |  |
| Alleanza Nazionale                                                       | Francesco Golini               | 3 864                | 14,90 | 1 299                              | 6,12   | 1     |    |  |  |
| Seggio di coalizione                                                     | Seggio di coalizione           | Seggio di coalizione | 14,90 | 1                                  |        |       |    |  |  |
|                                                                          | Maria Grosso                   | 1 152                | 4,44  | Lega Nord                          | 1 059  | 4,99  | –  |  |  |
| Seggio di coalizione                                                     | Seggio di coalizione           | Seggio di coalizione | 4,44  | 1                                  |        |       |    |  |  |
| Totale                                                                   | Totale                         | 25 929               | 100   |                                    | 21 222 | 100   | 30 |  |  |
|                                                                          |                                |                      |       |                                    |        |       |    |  |  |
| Fonte: Ministero dell'interno                                            |                                |                      |       |                                    |        |       |    |  |  |

#### Moncalieri
| Candidati                                          | Candidati                 | II turno             | II turno          | I turno | I turno | Liste                              | Voti   | %     | Seggi |
| Candidati                                          | Candidati                 | Voti                 | %                 | Voti    | %       | Liste                              | Voti   | %     | Seggi |
| -------------------------------------------------- | ------------------------- | -------------------- | ----------------- | ------- | ------- | ---------------------------------- | ------ | ----- | ----- |
|                                                    | Carlo Novarino ✔️ Sindaco | 16 644               | 58,09             | 17 247  | 48,01   | Partito Democratico della Sinistra | 8 047  | 25,76 | 11    |
| Partito della Rifondazione Comunista               | Carlo Novarino ✔️ Sindaco | 16 644               | 58,09             | 17 247  | 48,01   | 2 032                              | 6,51   | 3     |       |
| Socialisti Italiani - Rinnovamento Italiano - PSDI | Carlo Novarino ✔️ Sindaco | 16 644               | 58,09             | 17 247  | 48,01   | 1 495                              | 4,79   | 2     |       |
| Areaviva                                           | Carlo Novarino ✔️ Sindaco | 16 644               | 58,09             | 17 247  | 48,01   | 1 266                              | 4,05   | 1     |       |
| Federazione dei Verdi                              | Carlo Novarino ✔️ Sindaco | 16 644               | 58,09             | 17 247  | 48,01   | 699                                | 2,24   | 1     |       |
| Partito Pensionati                                 | Carlo Novarino ✔️ Sindaco | 16 644               | 58,09             | 17 247  | 48,01   | 436                                | 1,40   | –     |       |
|                                                    | Ugolino Micheletti        | 12 008               | 41,91             | 12 511  | 34,83   | Forza Italia                       | 5 444  | 17,43 | 5     |
| Alleanza Nazionale                                 | Ugolino Micheletti        | 12 008               | 41,91             | 12 511  | 34,83   | 2 291                              | 7,34   | 2     |       |
| Lista Civica                                       | Ugolino Micheletti        | 12 008               | 41,91             | 12 511  | 34,83   | 1 907                              | 6,11   | 1     |       |
| CCD - CDU- Italia Federale                         | Ugolino Micheletti        | 12 008               | 41,91             | 12 511  | 34,83   | 1 064                              | 3,41   | –     |       |
| Italia Libera                                      | Ugolino Micheletti        | 12 008               | 41,91             | 12 511  | 34,83   | 744                                | 2,38   | –     |       |
| Seggio di coalizione                               | Seggio di coalizione      | Seggio di coalizione | 41,91             | 12 511  | 34,83   | 1                                  |        |       |       |
|                                                    | Antonio Fogliato          | Antonio Fogliato     | Antonio Fogliato  | 3 269   | 9,10    | Lega Nord                          | 2 964  | 9,49  | 1     |
| Seggio di coalizione                               | Seggio di coalizione      | Seggio di coalizione | Antonio Fogliato  | 3 269   | 9,10    | 1                                  |        |       |       |
|                                                    | Doriano Begheldo          | Doriano Begheldo     | Doriano Begheldo  | 1 814   | 5,05    | Partito Popolare Italiano          | 1 893  | 6,06  | –     |
| Seggio di coalizione                               | Seggio di coalizione      | Seggio di coalizione | Doriano Begheldo  | 1 814   | 5,05    | 1                                  |        |       |       |
|                                                    | Francesco Fiumara         | Francesco Fiumara    | Francesco Fiumara | 1 083   | 3,01    | Partito Socialista                 | 951    | 3,04  | –     |
| Totale                                             | Totale                    | 28 652               | 100               | 35 924  | 100     |                                    | 31 233 | 100   | 30    |
|                                                    |                           |                      |                   |         |         |                                    |        |       |       |
| Fonte: Ministero dell'interno                      |                           |                      |                   |         |         |                                    |        |       |       |

#### Rivalta di Torino
|                               | Nicola De Ruggiero ✔️ Sindaco | 6 133                | 56,05 | Partito Democratico della Sinistra   | 2 409 | 26,46 | 6  |  |  |
| Rivalta per L'Ulivo           | Nicola De Ruggiero ✔️ Sindaco | 6 133                | 56,05 | 1 453                                | 15,96 | 4     |    |  |  |
| Partito Popolare Italiano     | Nicola De Ruggiero ✔️ Sindaco | 6 133                | 56,05 | 497                                  | 5,46  | 1     |    |  |  |
| Federazione dei Verdi         | Nicola De Ruggiero ✔️ Sindaco | 6 133                | 56,05 | 403                                  | 4,43  | 1     |    |  |  |
|                               | Massimo Vitaloni              | 3 283                | 30,00 | Forza Italia - CCD - CDU             | 670   | 7,36  | 1  |  |  |
| Alleanza Nazionale            | Massimo Vitaloni              | 3 283                | 30,00 | 651                                  | 7,15  | 1     |    |  |  |
| Amministrare Rivalta          | Massimo Vitaloni              | 3 283                | 30,00 | 638                                  | 7,01  | 1     |    |  |  |
| Partito Socialista            | Massimo Vitaloni              | 3 283                | 30,00 | 552                                  | 6,06  | 1     |    |  |  |
| Forza Rivalta                 | Massimo Vitaloni              | 3 283                | 30,00 | 474                                  | 5,21  | 1     |    |  |  |
| Seggio di coalizione          | Seggio di coalizione          | Seggio di coalizione | 30,00 | 1                                    |       |       |    |  |  |
|                               | Luigi Stocco                  | 891                  | 8,14  | Lega Nord                            | 790   | 8,68  | –  |  |  |
| Seggio di coalizione          | Seggio di coalizione          | Seggio di coalizione | 8,14  | 1                                    |       |       |    |  |  |
|                               | Giorgio Droetto               | 635                  | 5,80  | Partito della Rifondazione Comunista | 567   | 6,23  | –  |  |  |
| Seggio di coalizione          | Seggio di coalizione          | Seggio di coalizione | 5,80  | 1                                    |       |       |    |  |  |
| Totale                        | Totale                        | 10 942               | 100   |                                      | 9 104 | 100   | 20 |  |  |
|                               |                               |                      |       |                                      |       |       |    |  |  |
| Fonte: Ministero dell'interno |                               |                      |       |                                      |       |       |    |  |  |

### Alessandria

#### Alessandria
| Candidati                            | Candidati                  | II turno             | II turno         | I turno | I turno | Liste                              | Voti   | %     | Seggi |
| Candidati                            | Candidati                  | Voti                 | %                | Voti    | %       | Liste                              | Voti   | %     | Seggi |
| ------------------------------------ | -------------------------- | -------------------- | ---------------- | ------- | ------- | ---------------------------------- | ------ | ----- | ----- |
|                                      | Francesca Calvo ✔️ Sindaco | 31 050               | 58,12            | 22 131  | 37,51   | Lega Nord                          | 10 018 | 20,42 | 18    |
| Lavoratori Padani                    | Francesca Calvo ✔️ Sindaco | 31 050               | 58,12            | 22 131  | 37,51   | 2 154                              | 4,39   | 3     |       |
| Alessandria Libera                   | Francesca Calvo ✔️ Sindaco | 31 050               | 58,12            | 22 131  | 37,51   | 1 800                              | 3,67   | 3     |       |
|                                      | Mario Ivaldi               | 22 373               | 41,88            | 22 127  | 37,50   | Partito Democratico della Sinistra | 12 206 | 24,88 | 6     |
| Partito della Rifondazione Comunista | Mario Ivaldi               | 22 373               | 41,88            | 22 127  | 37,50   | 2 923                              | 5,96   | 1     |       |
| Socialisti Italiani Uniti            | Mario Ivaldi               | 22 373               | 41,88            | 22 127  | 37,50   | 2 505                              | 5,11   | 1     |       |
| Alleanza Civica Alessandria          | Mario Ivaldi               | 22 373               | 41,88            | 22 127  | 37,50   | 2 487                              | 5,07   | 1     |       |
| Federazione dei Verdi                | Mario Ivaldi               | 22 373               | 41,88            | 22 127  | 37,50   | 809                                | 1,65   | –     |       |
| Seggio di coalizione                 | Seggio di coalizione       | Seggio di coalizione | 41,88            | 22 127  | 37,50   | 1                                  |        |       |       |
|                                      | Franco Stradella           | Franco Stradella     | Franco Stradella | 10 402  | 17,63   | Forza Italia - UdC - Patto Segni   | 6 441  | 13,13 | 3     |
| Alleanza Nazionale                   | Franco Stradella           | Franco Stradella     | Franco Stradella | 10 402  | 17,63   | 3 750                              | 7,64   | 1     |       |
| Seggio di coalizione                 | Seggio di coalizione       | Seggio di coalizione | Franco Stradella | 10 402  | 17,63   | 1                                  |        |       |       |
|                                      | Piercarlo Fabbio           | Piercarlo Fabbio     | Piercarlo Fabbio | 1 983   | 3,36    | Centro per Alessandria             | 1 912  | 3,90  | –     |
| Seggio di coalizione                 | Seggio di coalizione       | Seggio di coalizione | Piercarlo Fabbio | 1 983   | 3,36    | 1                                  |        |       |       |
|                                      | Gabrio Secco               | Gabrio Secco         | Gabrio Secco     | 1 923   | 3,26    | Alessandria Oltre il 2000          | 1 705  | 3,48  | –     |
|                                      | Mauro Morando              | Mauro Morando        | Mauro Morando    | 441     | 0,75    | Per la Nostra Città                | 346    | 0,71  | –     |
| Totale                               | Totale                     | 53 423               | 100              | 59 007  | 100     |                                    | 49 056 | 100   | 40    |
|                                      |                            |                      |                  |         |         |                                    |        |       |       |
| Fonte: Ministero dell'interno        |                            |                      |                  |         |         |                                    |        |       |       |

#### Acqui Terme
|                                      | Bernardino Bosio ✔️ Sindaco | 7 814                | 56,15 | Lega Nord         | 6 541  | 53,69 | 12 |  |  |
|                                      | Marinella Barisone          | 3 712                | 26,67 | L'Ulivo per Acqui | 2 113  | 17,35 | 3  |  |  |
| Partito della Rifondazione Comunista | Marinella Barisone          | 3 712                | 26,67 | 1 324             | 10,87  | 1     |    |  |  |
| Seggio di coalizione                 | Seggio di coalizione        | Seggio di coalizione | 26,67 | 1                 |        |       |    |  |  |
|                                      | Paolo Luigi Bruno           | 1 906                | 13,70 | Forza Italia      | 1 405  | 11,53 | 2  |  |  |
| Alleanza Nazionale                   | Paolo Luigi Bruno           | 1 906                | 13,70 | 372               | 3,05   | –     |    |  |  |
| Seggio di coalizione                 | Seggio di coalizione        | Seggio di coalizione | 13,70 | 1                 |        |       |    |  |  |
|                                      | Romano Gelati               | 485                  | 3,48  | CCD - CDU         | 363    | 2,98  | –  |  |  |
| Partito Pensionati                   | Romano Gelati               | 485                  | 3,48  | 64                | 0,53   | –     |    |  |  |
| Totale                               | Totale                      | 13 917               | 100   |                   | 12 182 | 100   | 20 |  |  |
|                                      |                             |                      |       |                   |        |       |    |  |  |
| Fonte: Ministero dell'interno        |                             |                      |       |                   |        |       |    |  |  |

### Verbano-Cusio-Ossola

#### Domodossola
| Candidati                            | Candidati                   | II turno             | II turno      | I turno | I turno | Liste                              | Voti  | %     | Seggi |
| Candidati                            | Candidati                   | Voti                 | %             | Voti    | %       | Liste                              | Voti  | %     | Seggi |
| ------------------------------------ | --------------------------- | -------------------- | ------------- | ------- | ------- | ---------------------------------- | ----- | ----- | ----- |
|                                      | Mariano Cattrini ✔️ Sindaco | 5 315                | 50,13         | 4 531   | 36,36   | Partito Democratico della Sinistra | 2 016 | 20,49 | 8     |
| Partito della Rifondazione Comunista | Mariano Cattrini ✔️ Sindaco | 5 315                | 50,13         | 4 531   | 36,36   | 976                                | 9,92  | 3     |       |
| Partito Popolare Italiano            | Mariano Cattrini ✔️ Sindaco | 5 315                | 50,13         | 4 531   | 36,36   | 475                                | 4,83  | 1     |       |
| Federazione dei Verdi                | Mariano Cattrini ✔️ Sindaco | 5 315                | 50,13         | 4 531   | 36,36   | 235                                | 2,39  | –     |       |
|                                      | Pierangelo Bianconi         | 5 287                | 49,87         | 3 799   | 30,49   | Forza Italia                       | 2 033 | 20,66 | 2     |
| Alleanza Nazionale                   | Pierangelo Bianconi         | 5 287                | 49,87         | 3 799   | 30,49   | 1 452                              | 14,76 | 2     |       |
| Seggio di coalizione                 | Seggio di coalizione        | Seggio di coalizione | 49,87         | 3 799   | 30,49   | 1                                  |       |       |       |
|                                      | Ettore Angius               | Ettore Angius        | Ettore Angius | 3 094   | 24,83   | Lega Nord                          | 1 523 | 15,48 | 1     |
| Lavoratori Padani                    | Ettore Angius               | Ettore Angius        | Ettore Angius | 3 094   | 24,83   | 235                                | 2,39  | –     |       |
| Seggio di coalizione                 | Seggio di coalizione        | Seggio di coalizione | Ettore Angius | 3 094   | 24,83   | 1                                  |       |       |       |
|                                      | Massimo Polli               | Massimo Polli        | Massimo Polli | 1 037   | 8,32    | Insieme per Domodossola            | 893   | 9,08  | –     |
| Seggio di coalizione                 | Seggio di coalizione        | Seggio di coalizione | Massimo Polli | 1 037   | 8,32    | 1                                  |       |       |       |
| Totale                               | Totale                      | 10 602               | 100           | 12 461  | 100     |                                    | 9 838 | 100   | 20    |
|                                      |                             |                      |               |         |         |                                    |       |       |       |
| Fonte: Ministero dell'interno        |                             |                      |               |         |         |                                    |       |       |       |